# Контракција (математика)
У математици, контракција, или функција контракције, на метричком простору (M, d) је функција f са скупа M на самог себе, са својством да постоји неки реалан број {\displaystyle 0<k<1}, такав да, за свако
x и y из M,
{\displaystyle d(f(x),f(y))\leq k\,d(x,y).}
Најмање такво k се назива Липшицовом константом за f. Контрактивна пресликавања се називају Липшицовим пресликавањима. Ако је горњи услов задовољен за
{\displaystyle 0<k\leq 1}, онда се каже да је пресликавање неекспанзивно.
Општије, идеја контрактивног пресликавања се може дефинисати за пресликавања између метричких простора. Стога, ако су (M, d) и (N, g) два метричка простора, и {\displaystyle f:M\rightarrow N}, онда тражимо константу k, такву да је {\displaystyle g(f(x),f(y))\leq k\,d(x,y)} за свако x и y из M.
Свака контракција је Липшиц-непрекидна и стога униформно непрекидна.
Контракционо пресликавање има највише једну непокретну тачку. Штавише, Банахова теорема о непокретној тачки тврди да свако контракционо пресликавање на непразном комплетном метричком простору има јединствену непокретну тачку, и да за свако x из M итерирани низ x, f (x), f (f (x)), f (f (f (x))), ... конвергира ка тој непокретној тачки. Овај концепт је веома користан за системе итерираних функција где се контракције често користе. Банахова теорема о непокретној тачки се такође примењује у доказивању постојања решења ординарних диференцијалних једначина, као и у једном доказу теореме о инверзу функције.